# 口腔細菌学
口腔細菌学（こうくうさいきんがく、英語: oral microbiology）とは、基礎歯学の一分野で、主に口腔内における微生物および生態防御機構を取り扱う学問である。

## 概要
元々、口腔細菌学は歯学の一学問として確立され、高度経済成長時には社会的に齲蝕（いわゆる虫歯）が社会問題となったことから、う蝕研究が中心的になされてきた。現在では、細菌学の領域に留まることなく、広く微生物学分野にその研究対象が広がっている。そのため、微生物（細菌・ウイルス・原虫・クラミジア、リケッチアなど）を対象にした口腔微生物学や病原菌を対象にした口腔病原菌学、口腔感染防御学などと呼称することが多い。
これらを研究する研究室は、一般に大学の歯学部に設置されており、細菌学、感染症学、微生物学、ウイルス学、免疫学、それら実習・演習の教育を受け持っている。
研究分野では歯科医師（日本歯周病学会認定歯周病専門医や感染症専門医、インフェクションコントロールドクター）が従事しているが、それ以外に理学部、農学部など歯学部以外の人材が研究に従事していることも多く、教員や研究者が歯学部以外の学部出身であることは珍しくない。また、研究内容から、生化学や遺伝学、薬理学、病理学とも共通する点が多く、連携して研究が行われる。
臨床歯学では、歯周病科やう蝕治療との関係が深いのも特徴である。また、口腔内や環境中の細菌叢調査なども行っている。
なお、歯周疾患を専門とする歯科医師は日本歯周病学会の認定試験に合格すると日本歯周病学会認定歯周病専門医として、歯科衛生士は日本歯周病学会認定歯科衛生士として、より高度な歯周疾患治療に当ることができ、研究活動にも参画できる。
近年の研究で口腔細菌が起因し、全身疾患を発症することが明らかとなり、今後口腔分野と全身分野との連携がますます重要となっている。

## 主な口腔内細菌
- 口腔常在菌叢は生後すぐに定着を開始し、個体の成長や歯牙の萌出などの口腔内環境の変化に伴って変動する。また、個人差や家庭での食生活や生活習慣によっても大きな変化がある。
- 口腔常在菌叢の代表的な菌種はほぼ決まっており、分布領域における優勢菌種もほとんど変動はない。
  - 唾液レンサ球菌（Streptococcus salivarius）：舌表面の最優勢菌種
  - Streptococcus mitis：頬粘膜および歯牙表面
  - Streptococcus sanguinis：歯牙表面に生息する口腔レンサ球菌でう蝕病原性はないとされている。
  - Streptococcus mitior：口腔レンサ球菌でう蝕病原性はないとされている。
  - Streptococcus mutans：歯牙表面に主に生息するが検出頻度は低い。しかし、う蝕病巣からは確実に分離される。菌体外グルカンや乳酸の産生、酸性条件下での増殖能などからう蝕の原因菌とされている。
  - ポルフィロモナス・ジンジバリス（Porphyromonas gingivalis）：グラム陰性の嫌気性細菌で、歯肉溝に生息し、歯周病の原因菌として注目されている。
  - Bacterionema matruchotii：歯垢に生息する線維状または多形態性のグラム陽性桿菌である。
  - Propionbacterium acnes：嫌気性無芽胞グラム陽性菌で、糖を発酵してプロピオン酸と酢酸を産生する。主に皮膚と腸管に生息している。

## 舌および唾液
唾液の細菌叢は、実際には歯や舌、口腔粘膜などの表面の細菌叢を反映したものとなっており、唾液に固有の細菌叢とはいい難い。なぜなら、唾液は液体であり、絶えず分泌と嚥下が繰り返されているので固有の細菌叢が育成しにくいためである。また、分泌直後の唾液は無菌状態である。このため唾液と舌の細菌叢は近似している。舌で最も優勢な菌は唾液レンサ球菌である。これに続いてStreptococcus sanguinis、Streptococcus mitisが優勢種となっている。唾液も舌の菌の影響を受けて同様である。
- 個体差では、幼児期の唾液細菌叢は好気性ないし通性嫌気性の菌が多く、偏性嫌気性の菌は歯の萌出によって歯肉溝が形成されると出現する。加齢と共に免疫能が低下したり、口腔であれば歯の喪失や義歯の装着などによって、日和見感染の病原菌や嫌気性菌が増殖したりすることがある。
- 起床直後の唾液細菌叢は多いとされ、食事直後では細菌数は少ないと言われている。
- 歯肉溝は嫌気的状態であり、有歯顎の口腔では唾液中に偏性嫌気性菌が検出される。
- 唾液に限らず、口腔で最も優勢な菌はレンサ球菌である。

## 歯垢
歯肉縁上歯垢でもっとも優勢な菌は、Streptococcus sanguinis、Streptococcus mitisおよびActinomycesである。これにStreptococcus milleriおよびVeillonellaが続く。Streptococcus mutansおよびLactobacilliが大きく変動して存在する。歯肉縁下歯垢では、Streptococcus milleri、ActinomycesおよびVeillonellaが優勢種で、Treponemal、B.melaninogenicus、B.gingivalis、FusobacteriaおよびCapnocytophagaが大きく変動して存在する。
- 歯垢（プラーク）は、歯の表面に固着した細菌およびその産物の集合体であり、構成要素下記の通りである。
  - 70-80%:水
  - 20-30%：固有物（そのうち、70%が細菌で30%が細菌由来の基質）
- 歯垢を構成する菌は多種類で、成熟度によって異なる。
  - 初期：大多数の球菌と少数の桿菌であり、糸状菌は極めて少ない。つまり、歯垢形成には球菌の付着によって始まる。
  - 中期：球菌桿菌の占める割合が低下し、糸状菌が増加する。
  - 後期：運動性を持つビブリオやスピロヘータの一種であるTreponema denticolaの数が増してくる。
- 歯肉縁上の歯垢には好気性菌が多い。
- なお、咀嚼や固い食べ物を摂取することによって歯垢は除去されるため、歯垢量が減少する。

## 歯肉溝・歯周ポケット
- 歯周疾患の原因は細菌であることは疑いがないが、その主役を演じている微生物についてはまだ完全な同定がなされていない。また、臨床的健康歯肉から歯周炎に至る過程の中で局所の微生物叢も変化する。
- 歯肉縁下は嫌気的条件下であり、また空間的にも狭いため歯肉縁上よりも菌数は少ない。
- 歯周炎の初期はグラム陽性菌が主体であるが、進行するにつれて糸状菌が出現し、更にらせん菌と運動性のあるスピロヘータも現れる。グラム陰性嫌気性桿菌が増加する。
- 歯周治療でプラークコントロールが成功すると菌数は減少する。

## 口腔微生物と全身疾患の関係
近年の研究では、口腔微生物と全身疾患の関連性の研究が盛んに行われており、数多くの研究報告がなされている。ただ完全に関連性が解明されている分野でもないため、今後の研究の成果が待たれる。また、歯学部生の中にも元々医学志望（口腔領域以外）であったり、う蝕などの硬組織疾患以外の歯科専門領域に進みたい学生にとっては興味関心の高い分野であり、口腔細菌学の中で特に学びたい領域とされている。
下記に関連性のある疾患を挙げる。
- 細菌性肺炎・誤嚥性肺炎
  - そもそも肺炎とは肺で起こる炎症の総称を指し、主として微生物により起因する。細菌性肺炎は、歯周病の原因と考えられている嫌気性菌が関与している。
- 細菌性心内膜炎
- 糖尿病
- ベーチェット病
- 関節リウマチ
- 糸球体腎炎
- IgA腎症
- 皮膚炎
- 掌蹠膿疱症・掌蹠膿疱症性骨関節炎
- 骨粗鬆症
- 肥満
- 妊娠・出産障害
- 潰瘍性大腸炎
- 循環障害
- 脳出血
- 動脈硬化
- 冠動脈疾患
- バージャー病

## 著名な口腔微生物学者
- Willoughby D.Miller - う蝕の化学細菌説（口腔内の酸産生菌による歯硬組織の脱灰）を提唱した。ただし唾液を材料としたため、デンタルプラークの重要性には気づかなかった。
- J.L.Williams&G.V.Black - 1898年、デンタルプラーク（一般的に言う「歯垢」）がう蝕や歯周病の病因であることを指摘した。
- J.Kilian Clarke - 1924年、う蝕病変部からレンサ球菌を分離し、Streptococcus mutansと命名した。
- Robert J.Fitzerald&Paul H.Keyes - 1960年、ハムスターを用いた実験で特定のレンサ球菌がう蝕を誘発することを証明した。

## 口腔細菌学（微生物学）教材
- 口腔細菌学談話会編集「歯学微生物学」医歯薬出版,1992．
- 藤田浩編集「新図説口腔微生物学」学建書院,1996．
- 浜田茂幸編集「口腔微生物学・免疫学」（第2版）医歯薬出版,2005．
- 前田伸子・大島朋子「口腔微生物学サイドリーダー」（第2版）学建書院,2005．
- 山西弘一・平松啓一「標準微生物学」医学書院,2002．
- 奥田克爾「最新口腔微生物学:バイオフィルム感染症とアレルギー疾患」一世出版,2002．
- 花田信弘監修「ミュータンスレンサ球菌の臨床生物学:臨床家のためのマニュアル」クインテッセンス出版,2003．
- 奥田克爾「口腔内バイオフィルム:デンタルプラーク細菌との戦い」医歯薬出版,2004．

など

## 関係する学会
- 日本細菌学会／日本感染症学会／日本環境感染学会／日本口腔感染症学会／日本性感染症学会／ICD協議会
- 日本ウイルス学会／日本エイズ学会／日本医真菌学会／日本寄生虫学会／日本臨床寄生虫学会
- 日本分子生物学会／日本生化学会／日本免疫学会／日本化学療法学会
- 歯科基礎医学会／日本歯周病学会／日本臨床歯周病学会／日本歯科保存学会／日本歯科薬物療法学会
- 臨床微生物迅速診断研究会／バイオフィルム研究会／日本ブドウ球菌研究会／レンサ球菌感染症研究会／（財）緒方医学化学研究所／日本耳鼻咽喉科感染症研究会／日本産婦人科感染症研究会
  - 口腔細菌学会、口腔微生物学会は存在しない（2005年現在）。

### 学会
- 日本細菌学会
- 日本口腔感染症学会
- 日本歯周病学会
- 日本歯科保存学会

### 団体・研究所など
- 日本歯科医師会
- 国立感染症研究所
- 感染症疫学センター
- 厚生労働省検疫所 海外感染症発生情報
- 感染症危機管理対策室（日本医師会）
- World Health Organization (WHO)
- アメリカ疾病管理予防センター（CDC）
- ICD制度協議会
- 口腔保健協会